# Jonker JS-3 Rapture
Dimensions

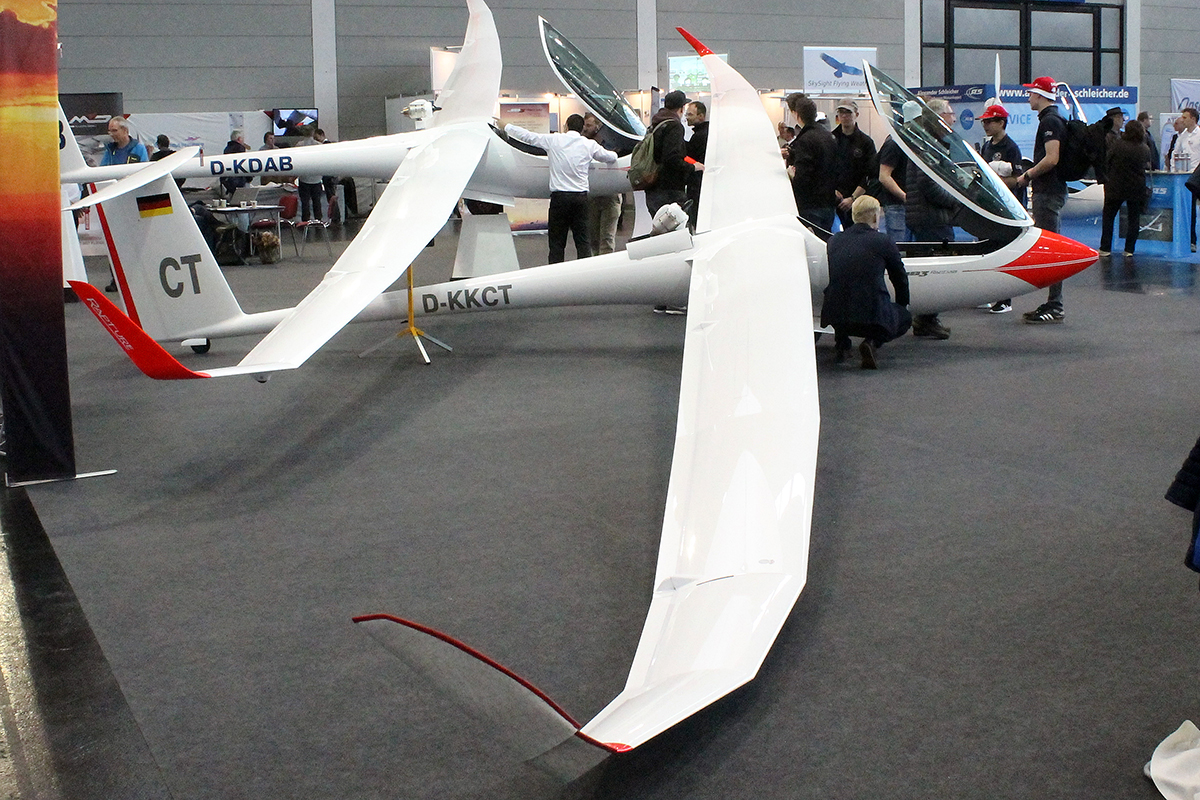

Nouveau planeur de la société Jonkers, planeur de classe Course avec une envergure de 15 mètres.
Il est possible de le commander avec des rallonges, portant son envergure à 18m.
Il est possible d'installer un système dit 'Turbo' qui soit composé d'un petit réacteur ou d'un pylône rétractable électrique.

## Motorisation
Il existe 2 types de motorisations:
- Une fonction turbo qui est un petit réacteur ( l'installation ne pèse que 17 kg)
- Une fonction décollage autonome avec motorisation électrique passant par un pylon.

## Sources
1. ↑  (en) « Celebrating the 300th JS Glider and the 200th JS3 », sur jonkersailplanes.co.za (consulté le 7 décembre 2023).

Annonce du planeur

Site du fabricant